# تياغو ديجالو
تياغو ديجالو (مواليد 9 أبريل 2000) هو لاعب كرة قدم برتغالي يلعب كمدافع في نادي ليل.

## روابط خارجية
- تياغو ديجالو على موقع الاتحاد الأوربي (الإنجليزية)
- تياغو ديجالو على موقع إي إس بي إن إف سي (الإنجليزية)
- تياغو ديجالو على موقع قاعدة بيانات كرة القدم.إي يو (الإنجليزية)
- تياغو ديجالو على موقع ليكيب (الفرنسية)
- تياغو ديجالو على موقع ناشيونال فوتبول تيمز (الإنجليزية)
- تياغو ديجالو على موقع Soccerbase.com (لاعب) (الإنجليزية)
- تياغو ديجالو على موقع Soccerway.com (الإنجليزية)
- تياغو ديجالو على موقع عالم كرة القدم.نت (الإنجليزية)
- تياغو ديجالو على موقع AS.com (الإسبانية)